# Nielstrup (Guldborgsund Kommune)
 For alternative betydninger, se Nielstrup. (Se også artikler, som begynder med Nielstrup)
Nielstrup er en herregård i Våbensted Sogn, Guldborgsund Kommune på Lolland og en af Danmarks ældste herregårde.
Nielstrup nævnes omkring 1295, hvor drost Peder Hoseøl byggede gården ved landsbyen Niclæstorp. Gården var været i flere adelsslægters besiddelse, indtil den i 1500-tallet blev købt af Johan Oxe til Tordsø. Oxerne havde Nielstrup, som på dette tidspunkt var en befæstet borg, i ca. 100 år.
I 1664 overtog stiftamtmand, etatsråd Cornelius Pedersen Lerche stedet, nedrev Oxernes borg og byggede en ny gård.
I 1798 blev gården solgt til Grev Hardenberg Reventlow på Krenkerup. Gården blev drevet med forpagter i ca. 150 år og i dag bor der 4 familier sammen på gården i et slags moderne kollektiv.
I dag ejer Nielstrup ca. 283 hektar land.

## Ejere af Nielstrup
- (1290-1297) Peder Nielsen Hoseøl
- (1297-1305) Erik Menved
- (1305-1309) Bernhard von Plessen
- (1309-1317) Niels Herlufsen Rani
- (1317-1345) Rane Jonsen Rani
- (1345-1350) Rane Jonsen Ranis dødsbo
- (1350-1370) Valdemar Atterdag
- (1370-1392) Peder Steensen Basse
- (1392-1403) Tyge Steensen Basse
- (1403-1420) Maren Tygesdatter Basse gift Lunge
- (1420-1452) Ove Jacobsen Lunge
- (1452-1458) Maren Tygesdatter Basse gift Lunge
- (1458) Sidsel Ovesdatter Lunge gift Bille
- (1458-1465) Torbern Bille
- (1465-1473) Sidsel Ovesdatter Lunge gift Bille
- (1473-1487) Inger Torbensdatter Bille gift Oxe
- (1487-1491) Johan Pedersen Oxe
- (1491) Inger Torbensdatter Bille gift Oxe
- (1491-1534) Johan Johansen Oxe
- (1534-1536) Mette Mogensdatter Gøye gift Oxe
- (1536-1545) Peder Johansen Oxe
- (1545-1577) Albert Johansen Oxe
- (1577-1579) Sidsel Jørgensdatter Urne gift (1) Oxe (2) Hobe
- (1579-1597) Frederik Hobe
- (1597-1598) Sidsel Jørgensdatter Urne gift (1) Oxe (2) Hobe
- (1598-1603) Johan Hansen Barnekow
- (1603-1605) Anne Pedersdatter Bille gift Barnekow
- (1605) Sophie Johansdatter Barnekow gift Gyldenstierne
- (1605-1624) Eiler Gyldenstierne
- (1624-1628) Sophie Johansdatter Barnekow gift Gyldenstierne
- (1628-1663) Christoffer Knudsen Urne
- (1663-1664) Christian Urne
- (1664-1681) Cornelius Pedersen Lerche
- (1681-1720) Christian Lerche
- (1720-1721) Sophie Ulrikke von Reichou gift Lerche
- (1721-1732) Cornelius Johan Lerche
- (1732-1750) Jacob Flindt
- (1750-1790) Henrik Jacobsen de Flindt
- (1790-1799) Christian Christopher Henriksen de Flindt
- (1799-1840) Christian Henrich August Hardenberg-Reventlow
- (1840-1842) Ida Augusta Christiansdatter Hardenberg-Reventlow gift (1) von Holck (2) von Gersdorff (3) D`Almaforte
- (1842-1846) Christian Ludvig Johan Dormund von Gersdorff-Hardenberg-Reventlow
- (1846) Ida Augusta Christiansdatter Hardenberg-Reventlow gift (1) von Holck (2) von Gersdorff (3) D`Almaforte
- (1846-1864) Simon Dominici D`Almaforte-Hardenberg-Reventlow
- (1864-1867) Ida Augusta Christiansdatter Hardenberg-Reventlow gift (1) von Holck (2) von Gersdorff (3) D`Almaforte
- (1867-1885) Carl Ludvig August Rudolph von Holck-Hardenberg-Reventlow
- (1885) Lucie Schönaich-Carolph gift Haugwitz
- (1885-1888) Curt Ulrich Heinrich Haugwitz-Hardenberg-Reventlow
- (1888-1903) Lucie Schönaich-Carolph gift Haugwitz
- (1903-1921) Heinrich Bernhard Carl Poul Georg Curt Haugwitz-Hardenberg-Reventlow
- (1921-1970) Heinrich Ludvig B. Erdman Georg Haugwitz-Hardenberg-Reventlow
- (1970-2012) Rupert Gorm Reventlow-Grinling
- (2012-) Patrick Reventlow-Grinling [1]

## Ekstern henvisninger
- Krenkerup Gods
- Opholdstedet Nielstrup
- Goder På Lolland Og Falster